# Rose Lokonyen
Rose Nathike Lokonyen (sinh ngày 24 tháng 2 năm 1995) là một vận động viên điền kinh gốc Nam Sudan, nhưng hiện đang sống và đào tạo tại Kenya.

## Thơ ấu
Lokonyen sinh ra ở Sudan. Cha cô là một người lính và cô có bốn người em. WKhi cô ấy 10 tuổi, Lokonyen và gia đình chạy trốn khỏi những người lính trong ngôi làng Chukudum của họ khi chỉ có thể đi bộ. Tgia đình sau đó chen chúc vào phía sau xe tải và tìm đường đến Kakuma ở phía tây bắc Kenya. Cha mẹ cô đã rời Kakuma vào năm 2008 nhưng đã bỏ Lokonyen và anh chị em của cô lại tại trại tị nạn. Khi cô đến trường trung học, khi còn sống trong trại tị nạn, Lokonyen bắt đầu tham gia chạy như một sở thích.

## Sự nghiệp
Ủy ban Olympic quốc tế và Quỹ Tegla Loroupe đã tổ chức các cuộc đua khi thử sức bên trong các trại tị nạn để có thể chọn ra các vận động viên tham gia Thế vận hội mùa hè 2016. Lần đầu tiên, Lokonyen đã thử sức ở cự li 5.000 mét và chiến thắng trong cuộc đua của mình chỉ bằng đôi chân trần, cho phép cô tới Ngong. Cô tiếp tục tập luyện cùng với những người tị nạn khác với kì vọng cho kì Olympic ở Ngong trước khi được thông báo rằng cô được chọn để thi đấu thông qua một buổi livestream từ Geneva, Thụy Sĩ. Cô được huấn luyện bởi John Anzrah.
Cô được Ủy ban Olympic quốc tế (IOC) chọn để thi đấu cho Đội tuyển Olympic Người tị nạn hạng mục 800 m nữ tại Thế vận hội mùa hè 2016 ở Rio de Janeiro, Brazil. Đội tuyển Olympic Người tị nạn là đội tị nạn đầu tiên trong lịch sử Olympic. Lokonyen là một trong năm vận động viên trong đội đến từ Nam Sudan. Cô ấy là người cầm cờ của đội tại lễ khai mạc. Nathinke đã xếp thứ bảy trong vòng loại trực tiếp của mình với thời gian 2: 16,64. Cô ấy không tiến vào vòng trong.
Cô tập luyện với Tegla Loroupe, một vận động viên chạy đường dài người Kenya nắm giữ kỷ lục thế giới.

## Cuộc thi
| Representing Refugee Athletes | Representing Refugee Athletes | Representing Refugee Athletes | Representing Refugee Athletes | Representing Refugee Athletes | Representing Refugee Athletes |
| ----------------------------- | ----------------------------- | ----------------------------- | ----------------------------- | ----------------------------- | ----------------------------- |
| 2016                          | Summer Olympics               | Rio de Janeiro, Brazil        | 7th (h)                       | 800 m                         | 2:16.64                       |
| 2017                          | World Championships           | London, United Kingdom        | 8th (h)                       | 800 m                         | 2:20.06                       |